# Mineo Maya
Mineo Maya (魔夜峰央, Maya Mineo) est un auteur de bande dessinée japonaise né le 4 mars 1953  à Niigata dans la préfecture de Niigata, au Japon.
Il est principalement connu pour être l’auteur du manga Patalliro!.

## Biographie
Mineo Maya est un des rares auteurs masculin a écrire des shōjo mangas.
Il a commencé par des œuvres à l'histoire étrange avant de publier Patalliro! qu'il publie toujours. Il réalise également l'adaptation de La Pérégrination vers l'Ouest (西遊記, Saiyūki) avec les mêmes protagonistes : Patalliro Saiyuki!.

### Vie privée
Mineo Maya est marié avec une danseuse de ballet ; sa fille aussi est une ballerine.

## Style
Plutôt que de les colorier, il utilise des zones de couleurs pleine dans ses images.

## Œuvre
- 1973 : Mishiranu Houmonsha pré-publié dans le magazine Deluxe Marguerite[3].
- 1978 : Rashanu! (ラシャーヌ!?), pré-publié dans le magazine Hana to Yume ; publié en 7 volumes chez Hakusensha, réédité en 4 volumes[BU 1].
- 1979 : Patalliro! (パタリロ!?), pré-publié dans le magazine Hana to Yume entre 1978 et 1990 puis dans le magazine Bessatsu Hana to Yume ; 99 volumes publiés. L'histoire est adaptée en série d'animation par la Toei en 1980 sous le titre Boku Patalliro! (ぼくパタリロ!?)[BU 2] et devient le premier shōnen'ai présenté à la TV[4].
- 1980 : Le Vampire Diabolique (吸血のデアボリカ?), 1 volume[BU 3].
- 1981 : Leprechaun (横須賀ロビン, Yokosuka Robin?), 2 volumes[BU 4].
- 1982 : Tonde Saitama (翔んで埼玉?), 1 volume[BU 5].
- 1986 : Youkai Shimatsunin Trauma!! (妖怪始末人トラウマ!!?), 6 volumes chez Hakuensha, réédité en 4 volumes chez Akita Shoten en 1991[BU 6].
- 1990 : Dokushi Poison (毒師プワゾン, Dokushi Puwazon?), 1 volume[BU 7].
- 1991 :
  - Youkai Shimatsunin Tora-bin!! (妖怪始末人トラ・貧!!?), 4 volumes chez Akita Shoten[BU 8].
  - Cherry Boy Scramble (美少年的大狂言 (チェリーボーイ・スクランブル), Bishounenteki Daikyougen?), 2 volumes chez Hakusensha[BU 9].
  - Ruru Kame! (ルル亀!?), 1 volume chez Hakusensha[BU 10].
  - Astarot (アスタロト?), 2 volumes chez Akita Shoten[BU 11].
  - Ora ga Maru (おらが丸?), 1 volume chez Hakusensha[BU 12].
- 1992 : Ma-jari (?), 2 volumes chez Akita Shoten[BU 13].
- 1993 :
  - Maya Mineo no Youkai Kanzume (魔夜峰央の妖怪缶詰?)[BU 14].
  - Jashin Hunter Peach Dragon (邪神ハンターピーチドラゴン?), 2 volumes chez Gakken, réédité chez Scholar en 1996[BU 15].
- 1994 : Youkai Touzoku Mazari Sharif (妖怪盗賊マザリシャリフ?), 3 volumes chez Gakken[BU 16].
- 1995 :
  - Zero Star (ゼロ星, Zero Hoshi?), 2 volumes chez Akita Shoten[BU 17].
  - Astarot Gaiden (アスタロト外伝?), 2 volumes chez Akita Shoten[BU 18].
- 1998 :
  - Youkai Gakuen Xavier (妖怪学園ザビエル?)[BU 19].
  - Shion Manikki (シオン魔日記?), 1 volume chez Akita Shoten[BU 20].
- 2000 :
  - Far East (ファーイースト?), 1 volume chez Jitsugyou no Nihonsha[BU 21].
  - Patariro, le Voyage en Occident (パタリロ西遊記!, Patariro Seiyuuki!?), 8 volumes chez Hakusensha[BU 22].
- 2001 : Oyabaka Nisshi (親バカ日誌?), 1 volume chez Hakusensha[BU 23].
- 2004 :
  - The Housekeeper Patalliro! (家政夫パタリロ!, Kaseifu Patalliro!?), 1 volume chez Hakusensha[BU 24].
  - Patalliro: The Tale of Genji (パタリロ源氏物語!, Patalliro Genji Monogatari!?), 5 volumes chez Hakusensha[BU 25].
- 2005 : Oyabaka no Kabe (親バカの壁?), 1 volume chez Hakusensha[BU 26].
- 2006 : My Wife, Patalliro! (奥様はパタリロ!, Okusama wa Patariro!?), 1 volume chez Hakusensha[BU 27].
- 2008 :
  - Bistro Onsen Patalliro! (ビストロ温泉パタリロ!?), 1 volume chez Hakusensha[BU 28].
  - Demodori Kaseifu Patalliro! (出もどり家政夫パタリロ!?), 1 volume chez Hakusensha[BU 29].
  - Tasogare Mangaka Mi-chan no SF desu yo[BU 30].
  - Oyabaka no Hinkaku (親バカの品格?), 1 volume chez Hakusensha[BU 31].
  - Patalliro Shishou no Rakugo Nyuumon (パタリロ師匠の落語入門?), 1 volume chez Hakusensha[BU 32].
  - Crepuscule (クレプスキュール?), 1 volume chez Tokuma Shoten[BU 33].
- 2009 :
  - Twilight Oomaga Toki (トワイライト 大禍刻?), 1 volume chez Tokuma Shoten[BU 34].
  - Jingi Naki Kaseifu Patalliro! (仁義なき家政夫パタリロ!?), 1 volume chez Hakusensha[BU 35].
  - Youkai Shimatsunin Trauma!! to Binbougami (妖怪始末人トラウマ!!と貧乏神?), 1 volume chez Shueisha[BU 36].
  - Honjitsu mo Ijou Nashi (本日も異常ナシ?), 1 volume chez Akita Shoten[BU 37].
- 2010 : Aurora: Ouma ga Koku (オーロラ王魔が刻?), 1 volume chez Tokuma Shoten[BU 38].
- 2011 :
  - Super Cat (スーパーキャット?), 1 volume chez Shueisha[BU 39].
  - Papa!? Patalliro! (パパ!? パタリロ!?), 1 volume chez Hakusensha[BU 40].
- 2012 : Puricolo (プリコロ?), 1 volume chez Ohta Shuppan[BU 41].
- 2016 : Touken Ranbu Online Anthology - Homare! (刀剣乱舞 ONLINE アンソロジーコミック ~誉!~?), 1 volume chez Hakusensha[BU 42].
- 2017 : Astarot Chronicle (アスタロト・クロニクル?), 2 volumes chez Shogakukan[BU 43].

## Récompenses
En 1999, le mangaka reçoit le Prix d'Excellence de l'Association des auteurs de bande dessinée japonais pour Patalliro!.

## Sources